# فرقه جمهوری انقلابی ایران
فرقه جمهوری انقلابی ایران یک حزب سیاسی چپ میانه با گرایش‌های سوسیالیستی بود که در سال ۱۳۰۳ شمسی توسط جمعی از ایرانیان ساکن آلمان تأسیس شد.